# Математическая физика
Математи́ческая фи́зика — теория математических моделей физических явлений. Она относится к математическим наукам; критерий истины в ней — математическое доказательство. Однако, в отличие от чисто математических наук, в математической физике исследуются физические задачи на математическом уровне, а результаты представляются в виде теорем, графиков, таблиц и т. д. и получают физическую интерпретацию. При таком широком понимании математической физики к ней следует относить и такие разделы механики, как теоретическая механика, гидродинамика и теория упругости. Редакционная коллегия журнала Journal of Mathematical Physics определяет математическую физику как «применение математики к физическим задачам и разработка математических методов, подходящих для таких приложений и для формулировок физических теорий».
Близким понятием является теоретическая физика, которая разрабатывает новые математические модели для явлений, удовлетворительных моделей которых пока не построено, и иногда жертвует математической строгостью методов и моделей, в то время как математическая физика обычно формулирует и глубоко исследует уже построенные модели на математическом уровне строгости.

## История развития
Согласно историку науки Джеральду Уитроу, началом математической физики стала математическая теория всемирного тяготения, увенчавшая исследования И. Ньютона, и представленная им в «Началах», опубликованных 5 июля 1687 года.

### Классическая математическая физика
Первоначально математическая физика сводилась к краевым задачам для дифференциальных уравнений. Это направление составляет предмет классической математической физики, которая сохраняет важное значение и в настоящее время.
Классическая математическая физика развивалась со времён Исаака Ньютона параллельно с развитием физики и математики. В конце XVII века было открыто дифференциальное и интегральное исчисление (И. Ньютон, Г. Лейбниц) и сформулированы основные законы классической механики и закон всемирного тяготения (И. Ньютон). В XVIII веке методы математической физики начали формироваться при изучении колебаний струн, стержней, маятников, а также задач, связанных с акустикой и гидродинамикой; закладываются основы аналитической механики (Ж. Даламбер, Л. Эйлер, Д. Бернулли, Ж. Лагранж, К. Гаусс, П. Лаплас). В XIX веке методы математической физики получили новое развитие в связи с задачами теплопроводности, диффузии, теории упругости, оптики, электродинамики, нелинейными волновыми процессами и т. д.; создаются теория потенциала, теория устойчивости движения (Ж. Фурье, С. Пуассон, Л. Больцман, О. Коши, М. В. Остроградский, П. Дирихле, Дж. К. Максвелл, Б. Риман, С. В. Ковалевская, Д. Стокс, Г. Р. Кирхгоф, А. Пуанкаре, А. М. Ляпунов, В. А. Стеклов, Д. Гильберт, Ж. Адамар, А. Н. Тихонов — некоторые из указанных здесь ученых творили и в XX веке или на рубеже XX и XIX веков). В XX веке возникают новые задачи газовой динамики, теории переноса частиц и физики плазмы.

### Современная математическая физика
В XX в. появляются новые разделы физики: квантовая механика, квантовая теория поля, квантовая статистическая физика, теория относительности, гравитация, синергетика (А. Пуанкаре, Д. Гильберт, П. Дирак, А. Эйнштейн, Н. Н. Боголюбов, В. А. Фок, Э. Шрёдингер, Г. Вейль, Р. Фейнман, Дж. фон Нейман, В. Гейзенберг, И. Пригожин, С. Курдюмов). Достаточно особое место занимает математическая физика биологических объектов, изучающая действие физических законов на биологическом уровне организации вещества и энергии и в России развиваемая, в частности, на базе ИПМ РАН.
Для изучения этих явлений множество используемых математических средств значительно расширяется: наряду с традиционными областями математики стали широко применяться теория операторов, теория обобщённых функций, теория функций многих комплексных переменных, топологические и алгебраические методы, теория чисел, p-адический анализ, асимптотические и вычислительные методы. С появлением ЭВМ существенно расширился класс математических моделей, допускающих детальный анализ; появилась реальная возможность ставить вычислительные эксперименты, например моделировать взрыв атомной бомбы или работу атомного реактора в реальном масштабе времени[прояснить]. В этом интенсивном взаимодействии современной теоретической физики и современной математики оформилась новая область — современная математическая физика. Её модели не всегда сводятся к краевым задачам для дифференциальных уравнений, они часто формулируются в виде системы аксиом.